# James Garner (football)
Pour les articles homonymes, voir James Garner et Garner.
James Garner, né le 13 mars 2001 à Birkenhead, est un footballeur anglais qui évolue au poste de milieu de terrain à l'Everton FC.

## Carrière

### En club
Formé au Manchester United où il est arrivé dès l'âge de huit ans, Garner est vu comme l'un des meilleurs joueurs de sa génération dans le centre de formation mancunien. Il récupère notamment le brassard de capitaine avec les moins de seize et dix-huit ans.
Sous le mandat de José Mourinho, il fait une première fois son apparition dans le groupe professionnel lors de la tournée estivale de 2018 aux États-Unis.
Il fait finalement ses débuts avec Manchester United, le 27 février 2019 lors d'une victoire 3-1 contre Crystal Palace en Premier League, alors que Solskjær est arrivé en cours de saison sur le banc à la place du coach portugais.
La saison suivante, il s'illustre notamment en Ligue Europa, titulaire sur la plupart des matchs amenant qui permettent à United de finir premier de leur poule devant l'AZ Alkmaar ou le Partizan Belgrade. Garner glane également une autre apparition en Premier league, lors de la victoire 3-1 de son club contre Norwich.
En janvier 2020, il est proche de s'engager en prêt avec Sunderland pour gagner du temps de jeu,, mais reste finalement à Manchester où plusieurs joueurs sont encore blessés au milieu de terrain, à l'image de l'international français Paul Pogba.
Le 8 mai 2020, Garner est inclus dans le top 50 des meilleurs jeunes au niveau mondial par le site spécialisé de Football Talent Scout (35e position).
Le 18 septembre 2020, il est prêté pour une saison au Watford FC.
Après six mois à Watford FC, il est de nouveau prêté à Nottingham Forest. Après avoir prolongé jusqu'en 2024 il est de nouveau prêté à Nottingham Forest.
En fin de mercato Garner quitte son club formateur pour rejoindre Everton FC.

### En sélection nationale
International avec les moins de 17 ans, Gardner est notamment capitaine de l'équipe d'Angleterre demi-finaliste de l'euro 2018.
Il porte également le brassard avec les moins de 19 ans et s'illustre en marquant plusieurs buts lors des qualifications pour l'euro 2020.

## Style de jeu
Milieu défensif longiligne et technique, James Garner est également capable d'évoluer en défense centrale.
Il se distingue par son profil de milieu défensif atypique, pas excessivement athlétique et véloce, il possède en revanche un sens du placement et de l'anticipation qui le rend précieux en défense.
Sa qualité de passe, sur le jeu court comme long, sa rapidité dans la prise de décision et globalement sa vision du jeu lui permettent aussi d'évoluer dans un registre plus proche du meneur de jeu,.

## Statistiques
| Saison                | Club                     | Championnat           | Championnat | Championnat | Championnat | Coupe(s) nationale(s) | Coupe(s) nationale(s) | Coupe(s) nationale(s) | Compétition(s) continentale(s) | Compétition(s) continentale(s) | Compétition(s) continentale(s) | Compétition(s) continentale(s) | Play-Off | Play-Off | Play-Off | Total | Total | Total |
| Saison                | Club                     | Division              | M.          | B.          | P.d.        | M.                    | B.                    | P.d.                  | Comp.                          | M.                             | B.                             | P.d.                           | M.       | B.       | P.d.     | M.    | B.    | P.d.  |
| 2018-2019             | Manchester United        | Premier League        | 1           | 0           | 0           | -                     | -                     | -                     | -                              | -                              | -                              | -                              | -        | -        | -        | 1     | 0     | 0     |
| 2019-2020             | Manchester United        | Premier League        | 1           | 0           | 0           | 1                     | 0                     | 0                     | C3                             | 4                              | 0                              | 0                              | -        | -        | -        | 6     | 0     | 0     |
| Sous-total            | Sous-total               | Sous-total            | 2           | 0           | 0           | 1                     | 0                     | 0                     | -                              | 4                              | 0                              | 0                              | -        | -        | -        | 7     | 0     | 0     |
| 2020-2021             | Watford FC (prêt)        | Championship          | 20          | 0           | 1           | 1                     | 0                     | 0                     | -                              | -                              | -                              | -                              | -        | -        | -        | 21    | 0     | 1     |
| 2020-2021             | Nottingham Forest (prêt) | Championship          | 20          | 4           | 0           | -                     | -                     | -                     | -                              | -                              | -                              | -                              | -        | -        | -        | 20    | 4     | 0     |
| 2021-2022             | Nottingham Forest (prêt) | Championship          | 41          | 4           | 8           | 5                     | 0                     | 2                     | -                              | -                              | -                              | -                              | 3        | 0        | 0        | 49    | 4     | 10    |
| Sous-total            | Sous-total               | Sous-total            | 81          | 8           | 9           | 6                     | 0                     | 2                     | -                              | -                              | -                              | -                              | 3        | 0        | 0        | 90    | 8     | 11    |
| 2022-2023             | Everton FC               | Premier League        | 16          | 0           | 1           | 1                     | 0                     | 0                     | -                              | -                              | -                              | -                              | -        | -        | -        | 17    | 0     | 1     |
| 2023-2024             | Everton FC               | Premier League        | 37          | 1           | 2           | 7                     | 1                     | 0                     | -                              | -                              | -                              | -                              | -        | -        | -        | 44    | 2     | 2     |
| 2024-2025             | Everton FC               | Premier League        | 21          | 0           | 1           | 2                     | 0                     | 0                     | -                              | -                              | -                              | -                              | -        | -        | -        | 23    | 0     | 1     |
| Sous-total            | Sous-total               | Sous-total            | 74          | 1           | 4           | 10                    | 1                     | 0                     | -                              | -                              | -                              | -                              | -        | -        | -        | 84    | 2     | 4     |
| Total sur la carrière | Total sur la carrière    | Total sur la carrière | 157         | 9           | 13          | 17                    | 1                     | 0                     | -                              | 4                              | 0                              | 0                              | 3        | 0        | 0        | 181   | 10    | 13    |

## Palmarès

### En club
- Watford
  - Vice-champion d'Angleterre de D2 en 2021.

### En sélection nationale
- Angleterre espoirs
  - Vainqueur du Championnat d'Europe en 2023.